# Phát xạ neutron
| - Không (đồng vị bền) - Phân rã beta - Phát xạ proton | - Phát xạ neutron - Phân rã alpha - Phân hạch tự phát |

- Phát xạ positron hoặc bắt giữ electron

Phát xạ neutron là một loại phân rã phóng xạ của các hạt nhân nguyên tử có chứa neutron dư thừa, trong đó một neutron chỉ đơn giản là bị đẩy ra khỏi hạt nhân. Phát xạ neutron là một trong những cách một hạt nhân dư neutron đạt đến sự ổn định của nó .
Một nguyên tử là không ổn định, do đó có tính phóng xạ, khi các lực trong hạt nhân là không cân bằng. Sự bất ổn của hạt nhân là kết quả của các hạt nhân có dư neutron hoặc proton. Hai ví dụ của đồng vị phát xạ neutron là berylli-13 (có kỳ sống trung bình 2.7 × 10−21 s), và heli-5 (7 × 10−22 s), ví dụ phản ứng của 5He là:
{\displaystyle ^{5}{\hbox{He}}\;\rightarrow \;{}^{4}{\hbox{He}}\;+\;^{1}{\hbox{n}}}
Do chỉ mất một neutron nên hạt nhân không thay đổi về nguyên tố mà chỉ thay đổi đồng vị.

## Phát xạ neutron trong phân hạch
Phát xạ neutron thường xảy ra từ các hạt nhân đang trong một trạng thái kích thích, chẳng hạn như 17O* kích thích sinh ra từ phân rã beta của 17N. Quá trình phát xạ neutron tự nó được điều khiển bởi lực hạt nhân và do đó diễn ra cực kỳ nhanh chóng, đôi khi được gọi là "gần như tức thời".
Quá trình này cho phép các hạt nhân không ổn định chuyển về ổn định hơn. Sự phóng neutron ra có thể là một sản phẩm của sự chuyển động của nhiều nucleon, nhưng cuối cùng nó được thực hiện bởi tác động dạng xung của lực hạt nhân, tồn tại ở khoảng cách cực ngắn giữa các nucleon. Thời gian sống của một neutron bị đẩy ra bên trong hạt nhân trước khi nó được phát xạ ra, thường so sánh với thời gian bay của một neutron điển hình trước khi nó rời khỏi "hố thế năng" hạt nhân rất nhỏ, hay vào khoảng 10−23 giây .

### Phân hạch tự phát
Trong phân hạch tự phát thì hạt nhân nguyên tủ lớn vỡ ra thành hạt mảnh nhỏ hơn, và phát xạ cỡ một hay vài neutron.

### Phân hạch kích thích
Đồng nghĩa với sự phát xạ neutron như là phát xạ "neutron nhanh" ("prompt neutron"), các loại đó là tốt nhất được biết xảy ra đồng thời với sự phân hạch hạt nhân gây ra.
Phân hạch kích thích xảy ra chỉ khi một hạt nhân bị bắn phá bởi neutron, tia gamma, hay bởi tác nhân mang năng lượng khác. Sự phát xạ neutron ở đây được gọi là phát sinh "prompt neutron". Nhiều đồng vị nặng, đáng chú ý nhất là californi-252, cũng phát ra "prompt neutron" trong những sản phẩm của một quá trình phân rã phóng xạ tự phát tương tự, phân hạch tự phát.

### Neutron trễ trong điều khiển lò phản ứng
Hầu hết các phát xạ neutron bên ngoài sản xuất "prompt neutron" kết hợp với phân hạch (hoặc kích thích hoặc tự phát), là từ đồng vị nặng sản xuất như các sản phẩm phân hạch. Các neutron này đôi khi được phát ra với một độ trễ, đưa đến thuật ngữ neutron trễ. Sự trễ này thực tế là sự chờ đợi phân rã beta của sản phẩm phân hạch, để hạt nhân có được trạng thái kích thích, còn phát xạ "prompt neutron" xảy ra ngay lập tức. Độ trễ này vào cỡ từ vài phần giây đến chục giây.

## Phát xạ dineutron
Phát xạ dineutron hay phát xạ hạt 2n là trường hợp hai neutron được phát ra đồng thời ở dạng hạt neutroni có 2 neutron. Hiện tượng được quan sát vào năm 2012 tại Phòng thí nghiệm Gia tốc hạt Siêu dẫn Quốc gia (NSCL, National Superconducting Cyclotron Laboratory) tại Đại học Quốc gia Michigan, Hoa Kỳ, ở một đồng vị nhân tạo của berylli .
{\displaystyle ^{16}{\hbox{Be}}\;\rightarrow \;{}^{14}{\hbox{Be}}\;+\;^{2}{\hbox{n}}}